# Termas del Arapey
Termas del Arapey és un centre poblat termal de l'Uruguai, ubicat al nord-oest del departament de Salto, sobre el límit amb el departament d'Artigas i a pocs quilòmetres de la frontera amb l'Argentina. Les seves aigües termals, amb temperatures mitjanes de 39 °C, provenen de l'aqüífer Guaraní.
Es troba a 24 metres sobre el nivell del mar. Segons dades del cens del 2004, té una població aproximada de 256 habitants.
| 1963 | 1975 | 1985 | 1996 | 2004    |
| ---- | ---- | ---- | ---- | ------- |
| -    | 337  | 632  | 543  | {{{5}}} |